# Arthur Ier de Bretagne
Pour les articles homonymes, voir Arthur de Bretagne et Arthur.
Arthur Ier de Bretagne (29 mars 1187 – 3 avril 1203,), fils posthume de Geoffroy II de Bretagne et de Constance de Bretagne, est duc de Bretagne et comte de Richmond de 1196 à sa mort, et héritier désigné au trône du royaume d’Angleterre, devant succéder à Richard Cœur de Lion.

## Biographie

### Une enfance ballottée
Peire Vidal se réjouit de sa naissance ainsi : « Puisqu’ils ont recouvré Arthur en Bretagne, il n’y a pas raison que la joie me manque ». Son prénom est rare pour l’époque mais témoigne de la popularité croissante du mythe d’Arthur chez les Plantagenêts. Enfant, Arthur est élevé dans le duché de Bretagne sous la garde de sa mère Constance et avec l’accord des souverains Henri II, son grand-père, puis de Richard Cœur de Lion, son oncle. Pendant l’hiver 1190, ce dernier, sans enfant, fait savoir qu’il considère Arthur comme son héritier légitime au trône. En mars 1191, Richard obtient du roi de France la reconnaissance de son autorité sur la Bretagne, en tant que duc de Normandie et le droit de recevoir l'Hommage lige du duc breton.
Après son retour de croisade, le roi semble vouloir prendre Arthur sous son aile. En 1196, Ranulph de Blondeville, comte de Chester, vicomte d’Avranches et de Bayeux, fidèle du roi, capture Constance, à laquelle il est marié depuis 1189, et Richard envahit brièvement le duché. Ces deux événements seraient des mesures de représailles face au refus des Bretons de confier le jeune Arthur à son royal oncle. Réunis à Saint-Malo-de-Beignon, les principaux aristocrates bretons réagissent en faisant allégeance à Arthur.
Probablement peu après, il échappe à la garde des Bretons pour être élevé à la cour de Philippe Auguste avec le futur Louis VIII, à l’abri des ambitions de Richard Cœur de Lion. L’historien Philippe Mouskes le décrira plus tard comme un damoiseau roux mais très beau, très bien enseigné, simple, courtois et bien élevé (Rouses estoit, mais moult fut biaus, Et moult estoit bien ensigniés, Simples, courtois et afaitiés). Avant 1199, âgé d’une petite dizaine d’années, il retourne en Bretagne. Sa mère l’associe au gouvernement du duché.

### La rivalité avec Jean sans Terre
La mort inattendue de Richard Cœur de Lion le 6 avril 1199 à Châlus accélère les événements. Deux descendants d'Henri II peuvent prétendre à l’héritage de l’Empire Plantagenêt : Arthur, seul fils de Geoffroy, frère puîné de Richard Cœur de Lion, et Jean sans Terre, le plus jeune frère du défunt. Devant ce choix, la vieille reine Aliénor âgée de 80 ans désigne Jean comme roi. Cette position est bien acceptée par le baronnage anglo-normand, en Poitou et en Aquitaine. Toutefois les barons d’Anjou, du Maine et de Touraine le refusent en évoquant un principe de droit angevin. L’héritier du duché de Bretagne pénètre en Anjou, confiant dans le soutien des aristocrates angevins. En mai, il rencontre Philippe Auguste et lui prête hommage pour les comtés. Arthur a derrière lui le soutien de sa mère Constance, des évêques de Vannes et de Nantes, de l'abbé de Saint-Melaine de Rennes et d'importants barons bretons dont Geoffroy III de Châteaubriant, Guillaume II de la Guerche, Geoffroy II d'Ancenis, Conan Ier de Léon et André III de Vitré. Ces personnages, ainsi que quelques seigneurs français, reçoivent différentes terres angevines. Arthur nomme sénéchal d’Anjou et du Maine Guillaume des Roches. Jean sans Terre est toutefois le grand gagnant de la compétition puisqu’il devient roi d’Angleterre et duc de Normandie. Guillaume des Roches parvient très brièvement à réconcilier Arthur avec son oncle. Mais dès la fin septembre de l’an 1199, l’enfant se met à nouveau sous la garde du roi de France. Il reste à Paris deux ans.
Jean sans Terre signe son triomphe en mai 1200 au traité du Goulet : Philippe Auguste le reconnaît comme l’héritier de la totalité de l’Empire Plantagenêt. Abandonnés par le Capétien, Arthur et sa mère n’ont d'autre choix que de prêter hommage au souverain anglais pour la Bretagne. En septembre 1201, la duchesse Constance meurt. Arthur devient le nouveau duc de Bretagne. Il ne semble pas hériter par contre du comté de Richmond que sa mère détenait en Angleterre, qui revient à sa demi-sœur Alix de Thouars.
En avril 1202, Philippe Auguste rompt la paix faite avec Jean sans Terre et par conséquent, favorise à nouveau Arthur. Le jeune prince participe à la campagne du roi de France en Normandie. Après la prise de Gournay-en-Bray, il est armé chevalier par Philippe. Ce dernier va jusqu’à le fiancer à sa fille Marie. Il est proclamé duc de Bretagne, comte d’Anjou, du Maine, de Touraine et de Poitou. À charge pour lui de s’emparer de ces territoires. Âgé de 15 ans, Arthur peut maintenant jouer un rôle plus actif. Toutefois son élan est vite interrompu : en août 1202, alors que l’adolescent assiégeait la ville de Mirebeau (près de Loudun) où était réfugiée sa grand-mère Aliénor d’Aquitaine, principal soutien de Jean sans Terre contre Philippe Auguste, Guillaume de Briouze le capture. Ce dernier le détient sous sa garde à Falaise puis à la tour de Rouen.

### Disparition et mort d'Arthur
De grandes incertitudes demeurent dans la façon dont Arthur trouva la mort : 
- seules les Annales de Margam donnent une date pour la mort d'Arthur, le 3 avril 1203, date à laquelle on sait par ailleurs que Jean était à Rouen[19] : « Après que le roi Jean eut capturé Arthur et l'eut tenu vivant pour quelque temps en prison, après dîner le jeudi précédant Pâques, comme Jean était saoul et possédé du démon [ebrius et daemonio plenus], il tua Arthur de sa propre main et jeta le corps, attaché à une lourde pierre, dans la Seine. Un pêcheur le trouva dans son filet, et ayant été ramené sur la rive et reconnu, il fut porté pour être secrètement inhumé, par crainte du tyran, au prieuré du Bec, qu'on appelle Sainte-Marie du Pré »[20],[21], prieuré rouennais dépendant de l’abbaye Notre-Dame du Bec ;
- d'après Walter de Coventry, Arthur disparut subitement et le lieu de sa sépulture est inconnu[19] ;
- d'après Raoul de Coggeshall, Hubert de Burgh, l'officier commandant la forteresse de Rouen, reçut ordre du roi, avec le consentement de son conseil, d'énucléer et de castrer Arthur de façon à le frapper d'incapacité au trône. Hubert l'épargna mais prétendit au roi qu'il en était mort et qu'on l'avait enterré à l'abbaye cistercienne Saint-André de Gouffern[19],[22] ;
- les annalistes français et bretons attribuent le crime à la main de Jean et notent que quinze jours après qu'il est commis, les Bretons s'assemblent en force à Vannes et envoient l'évêque de Rennes demander à Philippe Auguste de le faire juger par ses pairs. Il est déchu de ses biens en France et Philippe conquiert la Normandie l'année suivante[19] ;
- lors du débarquement du prince Louis en Angleterre en 1216, le meurtre d'Arthur, pour lequel, est-il indiqué, Jean fut jugé et condamné par ses pairs, est un des principaux motifs invoqués dans ce qui est le seul document officiel faisant référence à cette mort[19] ;
- en 1208 sur un prétexte apparemment futile, mais probablement plutôt en raison de fuites sur la mort d'Arthur, Jean sans terre saisit tous les domaines de Guillaume de Briouze, alors son principal favori, et exige qu'il lui remette son fils aîné en otage. Maud de Briouze répond qu'elle ne confierait aucun de ses enfants à quelqu'un qui a si vilement assassiné son propre neveu. Maud et son fils sont alors emmurés vivants au château de Corfe et Guillaume, qui a réussi à fuir déguisé en mendiant, meurt à Paris peu après. Il y aurait fait une déposition, qui n'a jamais été retrouvée, sur les circonstances de la mort d'Arthur[23].
- beaucoup d'auteurs considèrent que c'est à partir de 1208 que la mort d'Arthur est connue[réf. nécessaire].

Sa sœur Aliénor de Bretagne, héritière légitime des Plantagenêts après la mort d'Arthur, restera en détention jusqu'à sa mort 38 ans plus tard sous Henri III d'Angleterre.

### Conséquences de la mort d'Arthur
À la suite d'un accord conclu sous l'égide du roi de France Philippe Auguste à Paris en 1209, Alix la demi-sœur d'Arthur est fiancée à Henri le fils d'Alain Ier d'Avaugour. Pendant la dernière maladie d'Alain qui meurt le 29 décembre 1212, le roi de France peu confiant dans la fidélité et l'autorité en Bretagne de Guy de Thouars baillistre du duché et compte tenu que le fiancé Henri n'est âgé que de 7 ans se résout à recourir à l'un de ses cousins Pierre de Dreux connu pour son énergie. Un mois après la mort d'Alain, le 28 janvier 1213, Pierre de Dreux, fiancé avec Alix, prête hommage lige à Philippe Auguste pour la Bretagne. Le mariage avec Alix n'est concrétisé qu'en février-mars 1214 dans les jours qui suivent le débarquement de Jean sans Terre à La Rochelle.
Les ducs capétiens seront globalement fidèles aux rois de France ; il faudra attendre la guerre de succession de Bretagne et l'avènement de la dynastie des Montfort pour que les ducs s'affranchissent à nouveau de la tutelle française.

## Hommages

### Dans la littérature
Arthur Ier de Bretagne apparaît dans plusieurs œuvres, dont :

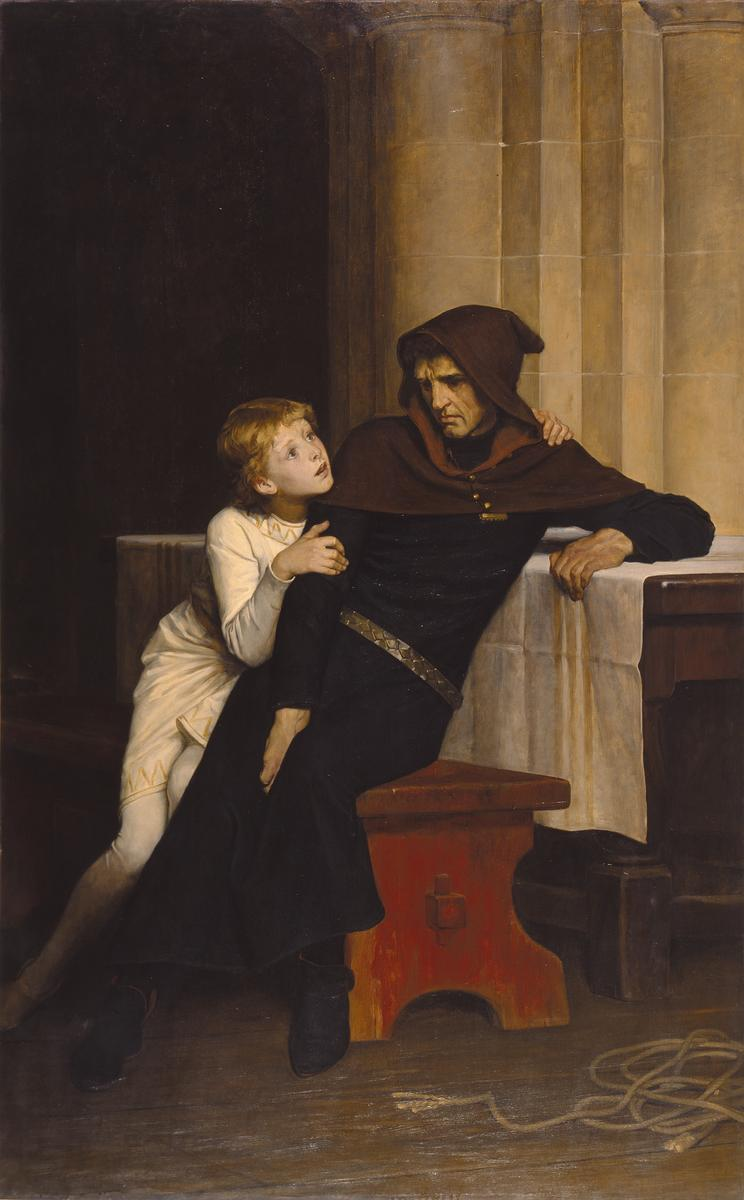
Arthur et Hubert de Burgh, par William Frederick Yeames (1882).

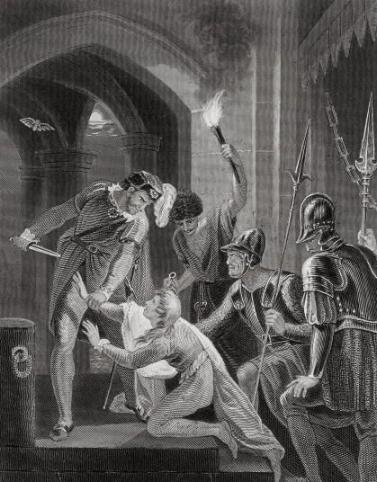
La mort d'Arthur.

- The Troublesome Reign of King John (v.1589) tragédie anonyme ;
- La Vie et la Mort du Roi Jean (1593-1596) tragédie de William Shakespeare ;
- Jean sans Terre ou la mort d’Arthur (1791) tragédie de Jean-François Ducis ;
- King John (1800) tragédie de Richard Valpy ;
- Le petit Arthur de Bretagne à la tour de Rouen (1822) poème de Marceline Desbordes-Valmore ;
- La Mort d’Arthur de Bretagne (1826) poème d’Alexis Fossé ;
- Arthur de Bretagne (1824) tragédie de Joseph Chauvet ;
- Les Bretons (1845) poème d’Auguste Brizeux ;
- Arthur de Bretagne (1885) drame de Louis Tiercelin ;
- Arthur de Bretagne (1887, posthume) drame de Claude Bernard ;
- Buez Arzur a Vreiz (1908) drame 5 actes, en langue bretonne, de Claude Le Prat ;
- Hubert's Arthur (1935) roman de Frederick Rolfe ;
- The Devil and King John (1943) roman de Philip Lindsay dans lequel Arthur est présenté comme un adolescent rebelle et non comme une victime innocente ;
- Devil’s Brood (2008), Lionheart (2011) et A King’s Ransom (2014) romans de Sharon Kay Penman (en).

Arthur est aussi mentionné dans les romans Saving Grace (1993) de Julie Garwood et Prince of Darkness (2005) de Sharon Kay Penman.

#### La Vie et la Mort du roi Jean
Parmi les événements historiques évoqués dans la pièce de théâtre La Vie et la Mort du roi Jean écrite par William Shakespeare entre 1593 et 1596, le traitement infligé au jeune Arthur prend une place importante, sans toutefois donner une réelle unité à la pièce.
Dans l'acte IV, Hubert de Burgh, le geôlier d'Arthur, s’apprête à sacrifier Arthur en lui brûlant les yeux au fer rouge sur les ordres du roi Jean. L'innocence du jeune prince l'en dissuade. Cependant, les nobles arrivent à convaincre Jean qu’il vaut mieux libérer Arthur que le tuer, car le peuple murmure. Quand Hubert se présente, tous interprètent son silence comme l’aveu d’une mission accomplie. Les nobles, indignés, quittent la cour. Jean apprend que les Français envahissent l’Angleterre, et que l’annonce de la mort d’Arthur a mis le peuple en émoi. Arthur meurt accidentellement, en tentant de s’évader. Les nobles jurent de venger sa mort. Ils passent à l'ennemi.

#### Arthur en uchronie
Plusieurs auteurs ont imaginé une réalité alternative où Arthur survit. Ainsi, Arthur est le personnage principal de l'uchronie Hubert's Arthur de l'excentrique écrivain anglais Frederick Rolfe alias Baron Corvo. Cet ouvrage posthume est publié en 1935 par A. J. A. Symons.
Dans la série de fantasy uchronique Lord Darcy de Randall Garrett, Richard Cœur-de-Lion survit à sa blessure en 1199 et meurt en 1219. C’est Arthur et non Jean sans Terre qui lui succède et la lignée des Plantagenêt perdure jusqu’à nos jours.

### En musique
- En 1912, le compositeur breton Guy Ropartz compose une œuvre symphonique nommée La Chasse du Prince Arthur d’après le poème d’Auguste Brizeux.
- En 1995, une piste de l’album Portraits du groupe breton Tri Yann et narrant la vie du prince est nommée Arthur Plantagenest.

### À la télévision
Arthur apparaît dans la série Robin des Bois, où il est interprété par Peter Asher (trois épisodes, première et deuxième saisons), Richard O'Sullivan (un épisode, troisième saison) et Jonathan Bailey (un épisode, quatrième saison). Il est aussi interprété par Simon Gipps-Kent dans la série télévisée dramatique de la BBC The Devil's Crown (1978).